# Aszczysu (dopływ Szaganu)
Aszczysu (ros. Ащису) – okresowa rzeka we wschodnim Kazachstanie, prawy dopływ rzeki Szagan. Jej długość wynosi 349 km, powierzchnia zlewni 18,1 tys. km². Ma reżim śnieżny. 
Płynie na północ przez wschodnią część Pogórza Kazachskiego. Uchodzi do Szaganu około 80 km na południe od Irtyszu.